# Ramaria fascicaulis
Ramaria fascicaulis är en svampart som tillhör divisionen basidiesvampar, och som beskrevs av J.H. Petersen. Ramaria fascicaulis ingår i släktet Ramaria, och familjen Ramariaceae. Arten har ej påträffats i Sverige.